# Lucyna Wilamowska
Lucyna Wilamowska (ur. 26 lipca 1985) – polska piłkarka ręczna, mistrzyni i reprezentantka Polski.

## Życiorys
Była zawodniczką AZS Gdynia (2001-2003), AZS-AWFiS Gdańsk (2003-2008), norweskiego Gjovik og Vardal (2008-2010), niemieckich klubów Elbehexen Riesa (2010-2011), DJK/MJC Trier (2011-2012) i TV Nellingen (2012-2013). W 2013 podpisała kontrakt z Pogonią Szczecin, ale ostatecznie zagrała tylko w kilku spotkaniach kontrolnych, z powodu kontuzji nie wystąpiła w barwach tego klubu w żadnym meczu rozgrywek ligowych, a jej kontrakt wygasł w czerwcu 2015. W lutym 2016 związała się umową z AZS Łączpol AWFiS Gdańsk, ale odeszła z tego klubu po sezonie 2015/2016.
Z AZS AWFiS Gdańsk została w 2004 mistrzynią Polski, w 2005 i 2008 wicemistrzynią Polski, w 2003 i 2006 brązową medalistką mistrzostw Polski. Ponadto w 2005 zdobyła Puchar Polski.
W reprezentacji Polski seniorek debiutowała 20 maja 2006 w towarzyskim spotkaniu z Ukrainą, w październiku 2009 zagrała m.in. w dwóch spotkaniach eliminacyjnych do mistrzostw Europy w 2010,  w grudniu 2010 w dwóch spotkaniach eliminacyjnych do mistrzostw świata w 2011, w październiku 2011 w dwóch spotkaniach eliminacyjnych do mistrzostw Europy w 2012, ostatni raz w biało-czerwonych barwach zagrała 27 listopada 2011 w towarzyskim spotkaniu z Austrią. Łącznie wystąpiła w latach 2006-2011 w 47 spotkaniach I reprezentacji Polski, zdobywając 63 bramki. W 2006 została akademicką mistrzynią świata, w 2012 wywalczyła z drużyną brązowy medal akademickich mistrzostw świata.